# Península de Miankaleh
A península de Miankaleh (em persa: شبه جزیره میان‌کاله) é uma península na província de Mazandarão, no norte do Irão. Situa-se na costa sudeste do mar Cáspio. Tem cerca de 48 km de comprimento por 1200 m a 3200 m de largura.
Separa a baía de Gurgã (a sul) do mar Cáspio (a norte). O desnível máximo da península face ao mar Cáspio é de 23 metros. Há quatro aldeias na península: Ashuradeh, Qezel-e shomali, Qezel-Mehdi e Qavasatl. A cidadr situada no lado oposto ao extremo da península é Bandar Torkaman. A ilha Ashuradeh fica junto ao extremo oriental da península.
Em 23 de junho de 1975, 100000 hectares da península, juntamente com a baía de Gurgã e o Lapoo-Zaghmarz Ab-bandan, foram declaradas Sítio Ramsar (n.º ref. 36).